# Zecchino d'Oro 1989
Il trentaduesimo Zecchino d'Oro si è svolto a Bologna dal 21 al 24 novembre 1989.
È stato presentato da Cino Tortorella e Maria Teresa Ruta. La sigla è stata la canzone Sono trenta gli Zecchini, ma in una versione un po' più lunga rispetto alle precedenti edizioni.
Gli ospiti di questa edizione sono stati Chy Fu Dey, Daniela Sarrica, Auka Matsumoto e Calimero (animato da Giorgia Passeri).
Ho visto un re ha lo stesso titolo del brano di Enzo Jannacci del 1968.

## Brani in gara
- Amsterdam (Tulpen Uit Amsterdam) ( Paesi Bassi) (Testo: Erik Franssen, Van Aleda, Testo italiano: Ermanno Parazzini/Musica: Ralf Arnie) - Sidney Durlacher (5 anni)
- Canzone della gioia (Testo: Mara Maretti Soldi/Musica: Corrado Castellari) - Martina Maggioni (6 anni) e Flavia Scognamillo (5 anni)
- Come sta il bebè? (Yapy) (Testo: Fernando Rossi/Musica: Augusto Martelli) ( Costa d'Avorio) - Edwige Idò (5 anni)
- Corri topolino (Testo: Francesco Rinaldi/Musica: Francesco Rinaldi) - Nicolas Torselli (7 anni)
- Ho paura, papà! (Testo: Vittorio Sessa Vitali/Musica: Nicola Aprile) - Barbara Pinna (6 anni)
- Ho visto un re (Testo: Bruno Fulvio Tibaldi/Musica: Bruno Fulvio Tibaldi) - Miriam Neglia (4 anni)
- Il bambino che vale un Perù (Festejo de Navidad) ( Perù) (Testo: Alfredo Ostoja, Testo italiano: Luciano Beretta, Paolo Denti, Musica: Herbert Bittrich)  - Karen Castro Bardalez (6 anni)
- Il naufrago (Testo: Gino Bussoli/Musica: Andrea Bertocchi) - Michele Pirani (5 anni)
- Il triangolo Paiù (Testo: Alberto Testa/Musica: Alberto Testa) - Francesco Cioli (7 anni) e Elena Masera (4 anni)
- Io darei non so che (Prête moi) ( Francia) (Testo: Suzanne Theberge, Testo italiano: Giorgio Calabrese/Musica: Egide Bellanger) - Laetitia Bolot e Aymeric Fortin (entrambi 7 anni)
- L'allegria (Cîntecel de voie bună) ( Romania) (Testo: Alexandru Pașcanu, Testo italiano: Sandro Tuminelli/Musica: Alexandru Pașcanu) - Lucia Mele (TV), Roxana Constantinescu (in studio e durante lo speciale della festa della mamma) (7 anni)
- Mettiamoci a ballare (Wrzesień-Tremblanka) ( Polonia) (Testo: Jerzy Ficowski, Mira Zimińska Sygietyńska, Testo italiano: Vincenzo Buonassisi/Musica: Edward Pałłasz, Tadeusz Sygietyński) - Karolina Olczedajewska (5 anni)

## Curiosità
- Nikolas Torselli nel 2017 ha partecipato a Soliti Ignoti - Il ritorno, condotto da Amadeus, come ignoto.
- Karolina Olczedajewska è stata ospite nella finale del 47° Zecchino d'Oro.
- Per ragioni sconosciute, Topo Gigio non partecipò a questa edizione.
- Questa è la prima edizione in cui Cino Tortorella viene affiancato da un altro presentatore/presentatrice.